# 安岡路洋
安岡 路洋（やすおか みちひろ、1927年9月1日 - 2011年1月30日）は、日本の鑑定士。埼玉県大宮市（現さいたま市）生まれ。

## 人物
1945年の終戦と共に考古学・民族学・民具学の研究を開始。開運!なんでも鑑定団（テレビ東京）に鑑定士としてレギュラー出演した。主な鑑定内容は、漆器、木製品、陶器、民具、古美術品。

## 活動歴
- 1956年～2001年、大宮市文化財保護委員（後に、大宮市文化財専門委員と改称。）
- 1975年～2001年、大宮市文化財専門委員会委員長
- 1966年～1978年、埼玉県遺跡調査員、埼玉県文化財保護指導員、埼玉県文化財パトロール員
- 1978年～1997年、埼玉県博物館資料評価委員
- 1980年～2001年、大宮市立博物館協議会委員長
- 他に、日本考古学協会員、民具の館・木魄舎舎主、栃木県氏家町民具の館・杢魄舎・氏家、さいたま市立博物館協議会委員長、さいたま市遺跡調査会委員を務めた。

## 著書
- 『時代木工図鑑』（光芸出版）（1985年5月）
- 『ノミの市手帳』（北辰堂）（1995年2月）
- 『「古民具」発掘の極意－鑑定の鉄人〈Part5〉（サラ・ブックス）』（二見書房）（1996年11月）
- 『古民具の世界』（学研）（2001年1月）
- 『古裂をたのしむ』（講談社）（2002年2月）